# Carnesville
Carnesville város az USA Georgia államában. Lakosainak száma 713 fő (2020. április 1.).

## Népesség
A település népességének változása:

| 2010 | 577 |
| 2020 | 713 |